# Дорочиньский, Марчин
Марцин Гжегож Дороциньски  (польск. Marcin Grzegorz Dorociński, род. 22 июня 1973 г., Милянувек, Польша) — польский актёр театра, кино и телевидения. Номинировался 6 раз на премию «Орлы» за роли в фильмах «Стадион бездомных» (Boisko bezdomnych, 2008), «Реверс» (Rewers, 2009), «Роза» (Róża, 2011), «Облава» (Obława, 2012), «Джек Стронг» (Jack Strong, 2014) и «Мои дочери — коровы» (Moje córki krowy, 2015). Обладатель Паспорта «Политики» («Paszporty Polityki») 2012 года в категории «фильм».

## Биография
Марцин Дороциньский родился в Милянувеке под Варшавой. Его отец Чеслав — кузнец, а мать — домохозяйка. Он вырос в Клудзиенко с тремя братьями. Учился в профессиональном училище в Гродзиск-Мазовецком. В 1993 году поступил в Театральную академию имени Александра Зельверовича. 11 апреля 2014 года был награждён серебряной медалью «За заслуги в культуре Gloria Artis». Его жена — сценограф Моника Судул, от которой у него есть сын Станислав (род. 2006 г.) и дочь Янина (род. 2008 г.).

## Фильмография

### Кино
- 1996 — Шаманка / Szamanka
- 1999 — Киллер 2 / Kiler-ów 2-óch
- 1999 — Крюгерранды / Krugerandy
- 1999 — Тропинка / Torowisko
- 2001 — Канун весны / Przedwiośnie
- 2001 — Где живут эскимосы / Tam, gdzie żyją Eskimosi
- 2002 — Свора / Sfora: Bez litości
- 2003 — Ненасытность / Nienasycenie
- 2003 — Шоу / Show
- 2004 — Ва-банк 3 / Vinci
- 2005 — Тевтонцы идут на войну / 1409. Afera na zamku Bartenstein
- 2005 — Питбуль / Pitbull
- 2006 — Сегодня пятница / Dzisiaj jest piątek
- 2006 — Французский номер / Francuski numer
- 2006 — Стыд / Wstyd
- 2006 — Каждый из нас — Христос / Wszyscy jesteśmy Chrystusami
- 2007 — Сад Луизы / Ogród Luizy
- 2007 — Тайна секретного шифра / Tajemnica twierdzy szyfrów
- 2008 — Стадион бездомных / Boisko bezdomnych
- 2008 — Разговоры по ночам / Rozmowy nocą
- 2009 — Идеальный парень для моей девушки / Idealny facet dla mojej dziewczyny
- 2009 — Любовь на подиуме / Miłość na wybiegu
- 2009 — Реверс / Rewers
- 2009 — Пётр тринадцатый / Piotrek trzynastego
- 2009 — Женщина, которая мечтала о мужчине / Kvinden der drømte om en mand
- 2011 — Страх высоты / Lęk wysokości
- 2011 — Роза / Róża
- 2011 — Ты – Бог / Jesteś Bogiem
- 2012 — Облава / Obława
- 2013 — Любить (Любовь) / Miłość
- 2013 — Дорожный патруль / Drogówka
- 2014 — Песни пьющих (Под сильным ангелом) / Pod Mocnym Aniołem
- 2014 — Джек Стронг / Jack Strong
- 2014 — Сердце, сердечко / Serce, serduszko
- 2015 — Мои дочери — коровы / Moje córki krowy
- 2016 — На границе / Na granicy
- 2016 — Антропоид / Anthropoid
- 2017 — Убийцы из Нибе / Dræberne fra Nibe
- 2018 — Питбуль: последний пёс / Pitbull. Ostatni pies
- 2018 — Ураган: Эскадрилья 303 / 303. Bitwa o Anglię (Hurricane: 303 Squadron / Mission of Honor)
- 2018 — 7 чувств / 7 uczuć
- 2018 — План Б / Plan B
- 2018 — Веселье, веселье / Zabawa, zabawa
- 2019 — Темно, почти ночь / Ciemno, prawie noc
- 2020 — Псы 3: Во имя правил / Psy 3. W imię zasad

### Сериалы
- 2020 — Ход королевы / The Queen’s Gambit, Василий Боргов
- 2022—2024 — Викинги: Вальхалла / Vikings: Valhalla, Ярослав Мудрый

### Видеоигры
- 2021 — The Medium[5]